# استخوان شاخک تحتانی بینی
استخوان شاخک تحتانی بینی یا کونکای تحتانی بینی (به انگلیسی: Inferior nasal concha) جفت استخوانی در دیواره طرفی هر دو بینی هستند که مخاط بینی روی آنها را می‌پوشاند و شاخکهای تحتانی بینی را تشکیل می‌دهند.